# 温水镇 (平邑县)
温水镇，是中华人民共和国山東省临沂市平邑县下辖的一个乡镇级行政单位。

## 行政区划
温水镇下辖以下地区：
北温水村、堡前庄村、东公利村、西公利村、东升村、西纯庄村、西围沟村、元郭一村、元郭二村、元郭三村、元郭四村、永庆村、南马家庄村、丰山埠村、桥头庄村、务本庄村、小河村、花园庄村、梭庄村、仁孝庄村、兴孝庄村、东围沟一村、东围沟二村、东围沟三村和温泉村。